# Vitrail de la Sagesse de Salomon (église Saint-Gervais-Saint-Protais)

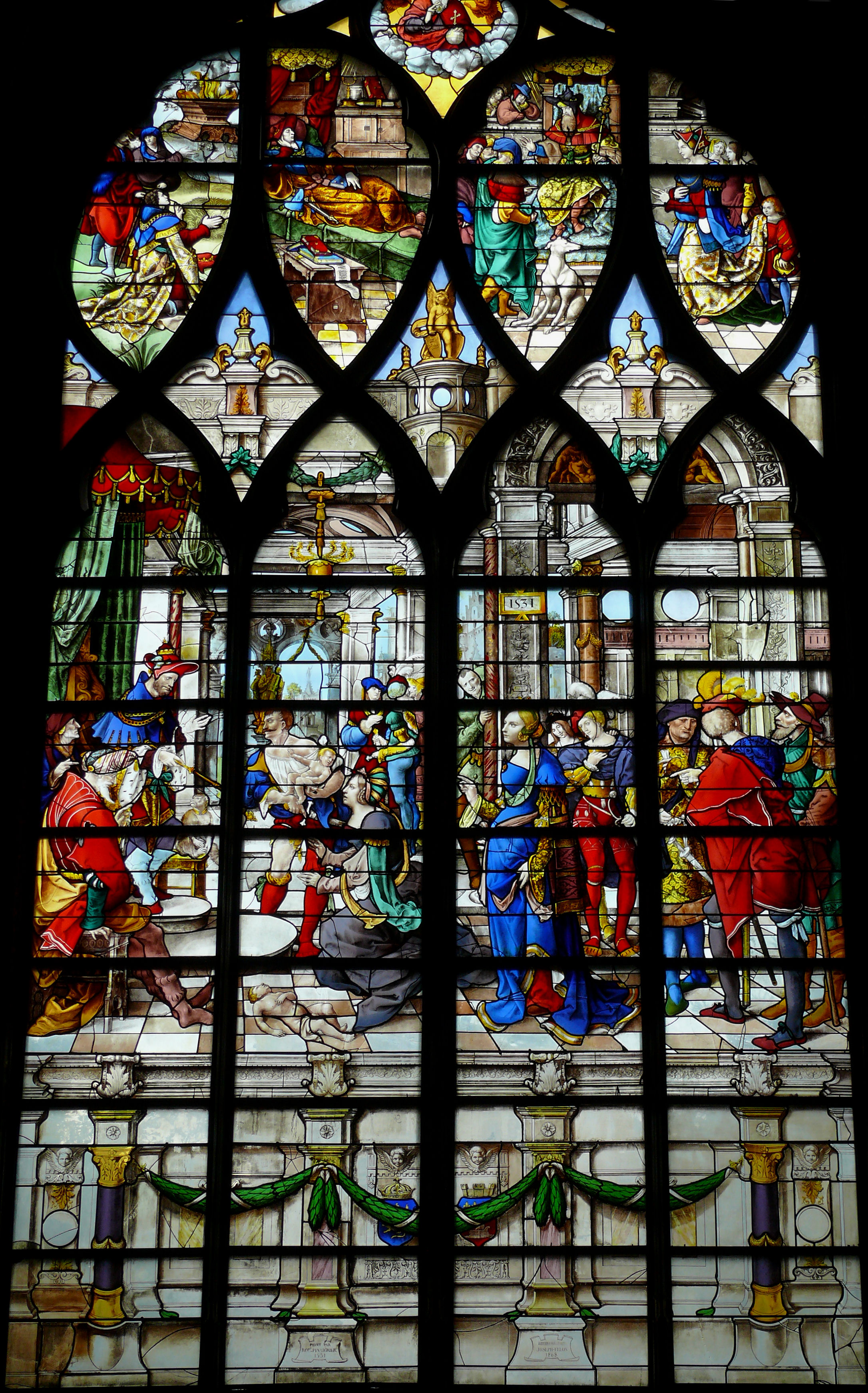
La Sagesse de Salomon, ensemble du vitrail.

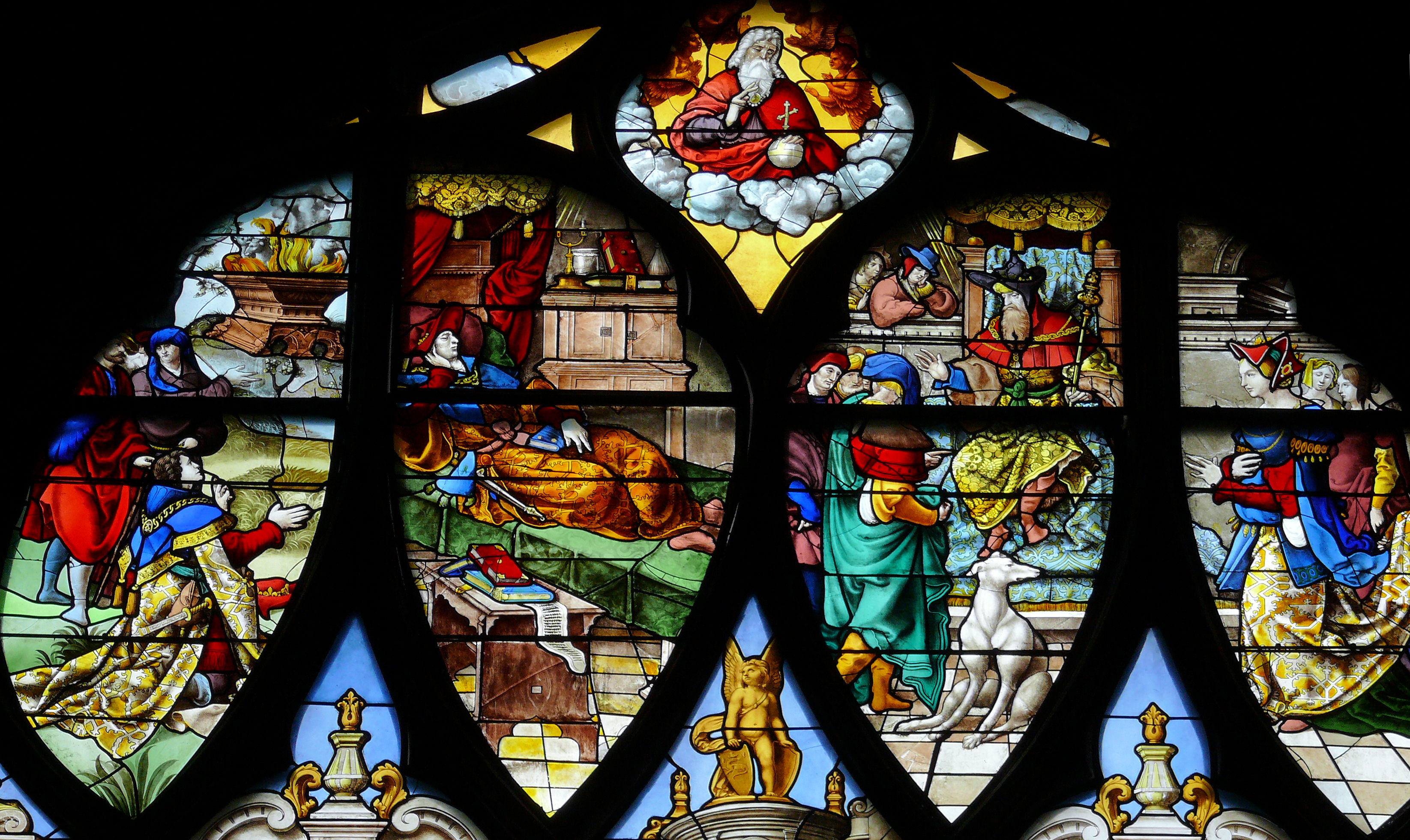
Les trois scènes du tympan de la verrière : le Sacrifice de Salomon à Yahvé, le Songe de Salomon, la visite de la reine de Saba. Au-dessus, Dieu le Père bénissant.

Le vitrail La Sagesse de Salomon, réalisé en 1531, se trouve dans la chapelle latérale Saint-Jean-Baptiste (baie no 16), côté sud, de l'église Saint-Gervais-Saint-Protais (Paris). Il a été réalisé par le maître-verrier Jean Chastellain sur un carton de Noël Bellemare. Le vitrail est restauré en 1868 par le peintre-verrier Joseph Félon (1818-1897). Il a indiqué à la base du vitrail l'attribution, habituelle au XIXe siècle, à un Robert Pinaigrier, peintre sur verre qui n'a jamais existé.

## Les thèmes
Le vitrail est divisé en quatre lancettes. Il se décompose en trois parties :
- l'élément principal se trouve au milieu du vitrail, au-dessus d'un socle moderne, et occupe toute sa largeur. Il a pour sujet le jugement de Salomon.
- dans le tympan du vitrail, dans les deux ajours de gauche, deux éléments du vitrail racontent des épisodes de la vie de Salomon jeune : le sacrifice et le songe à Gabaon,
- dans le tympan du vitrail, les deux ajours de droite sont consacrés à un épisode de la vie de Salomon vieux : la visite de la reine de Saba.

Pour suivre la chronologie de l'histoire de la vie de Salomon, il faut donc commencer sa lecture par les deux ajours gauche du tympan, puis poursuivre en descendant vers le grand tableau représentant le jugement de Salomon, pour finir par les deux ajours de droite du tympan.
Le premier ajour de gauche du tympan représente Salomon sacrifiant deux béliers à Yahvé (1er Livre des Rois, 3, 4). La scène est observée par trois hommes.

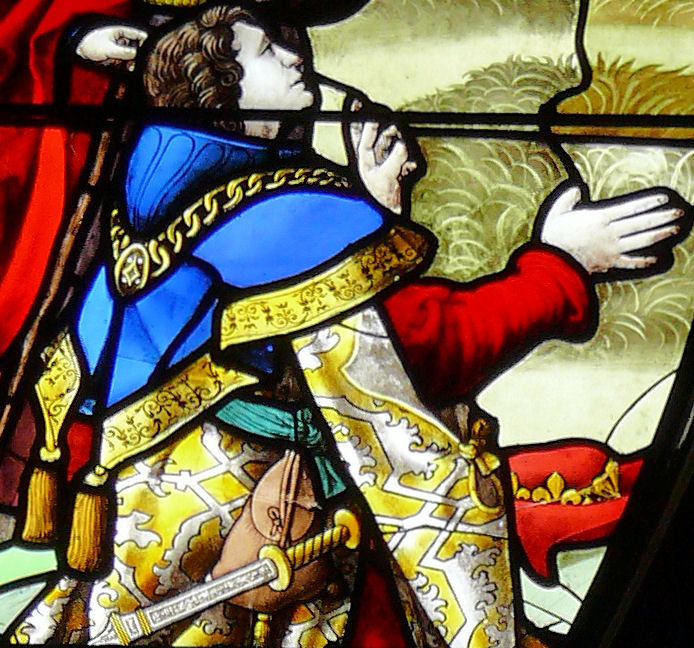
Salomon sacrifie trois béliers à Yahvé

L'ajour suivant montre Salomon étendu sur un lit à baldaquin à Gabaon dialoguant en songe avec Dieu (1er Livre des Rois, 3, 5-15) quand Dieu lui dit Demande ce que tu veux que je te donne, et Salomon répondit : Accorde donc à ton serviteur un cœur intelligent pour juger ton peuple, pour discerner le bien du mal.
La grande scène située en dessous a pour thème le jugement de Salomon (1er Livre des Rois, 3, 16-28) : Alors deux femmes prostituées vinrent chez le roi, et se présentèrent devant lui. Les deux femmes ayant accouché à quelques jours de différence, un des enfants vint à mourir. Chacune des femmes déclare que l'enfant survivant est le sien. Le roi dit alors Apportez-moi une épée... Coupez en deux l'enfant qui vit, et donnez-en la moitié à l'une et la moitié à l'autre. Un soldat prend l'enfant et tire son épée pour partager l'enfant. La vraie mère se prosterne alors devant le roi et lui dit Ah ! mon seigneur, donnez-lui l'enfant qui vit, et ne le faites point mourir. Mais l'autre dit : Il ne sera ni à moi ni à toi : coupez-le !. Le roi prit alors la parole : Donnez à la première l'enfant qui vit, et ne le faites point mourir. C'est elle qui est sa mère.

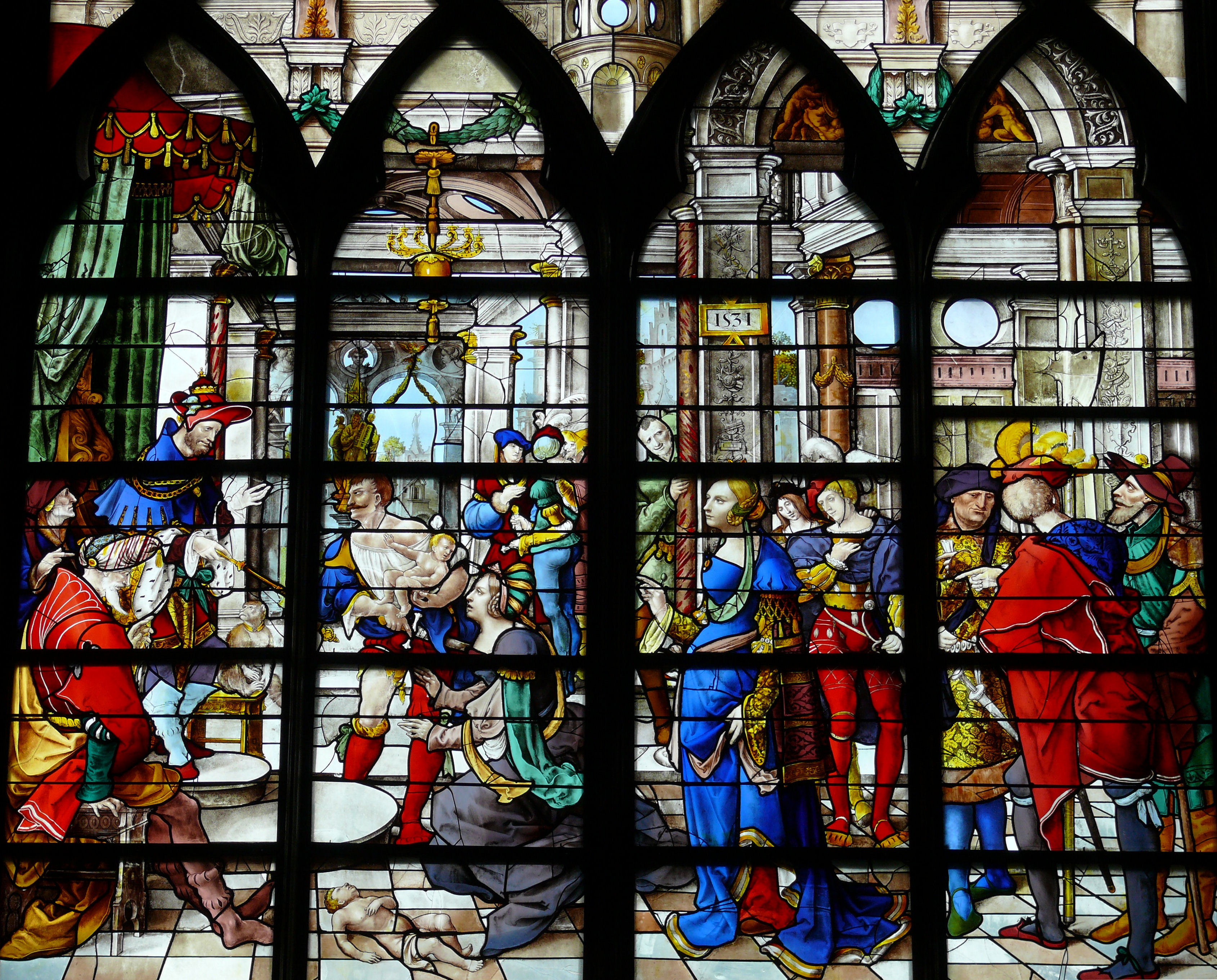
Le jugement de Salomon.
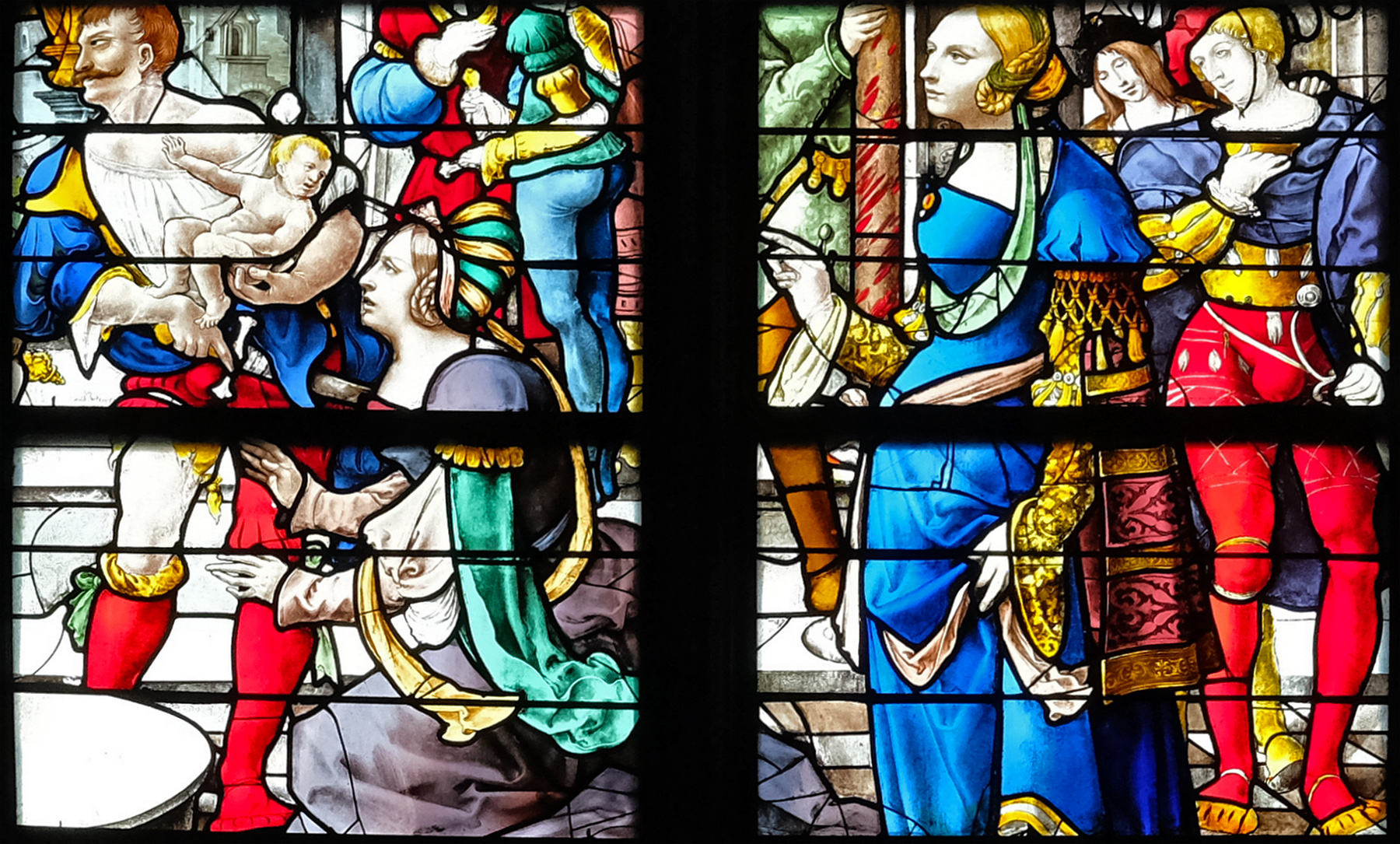
Détail des deux femmes.
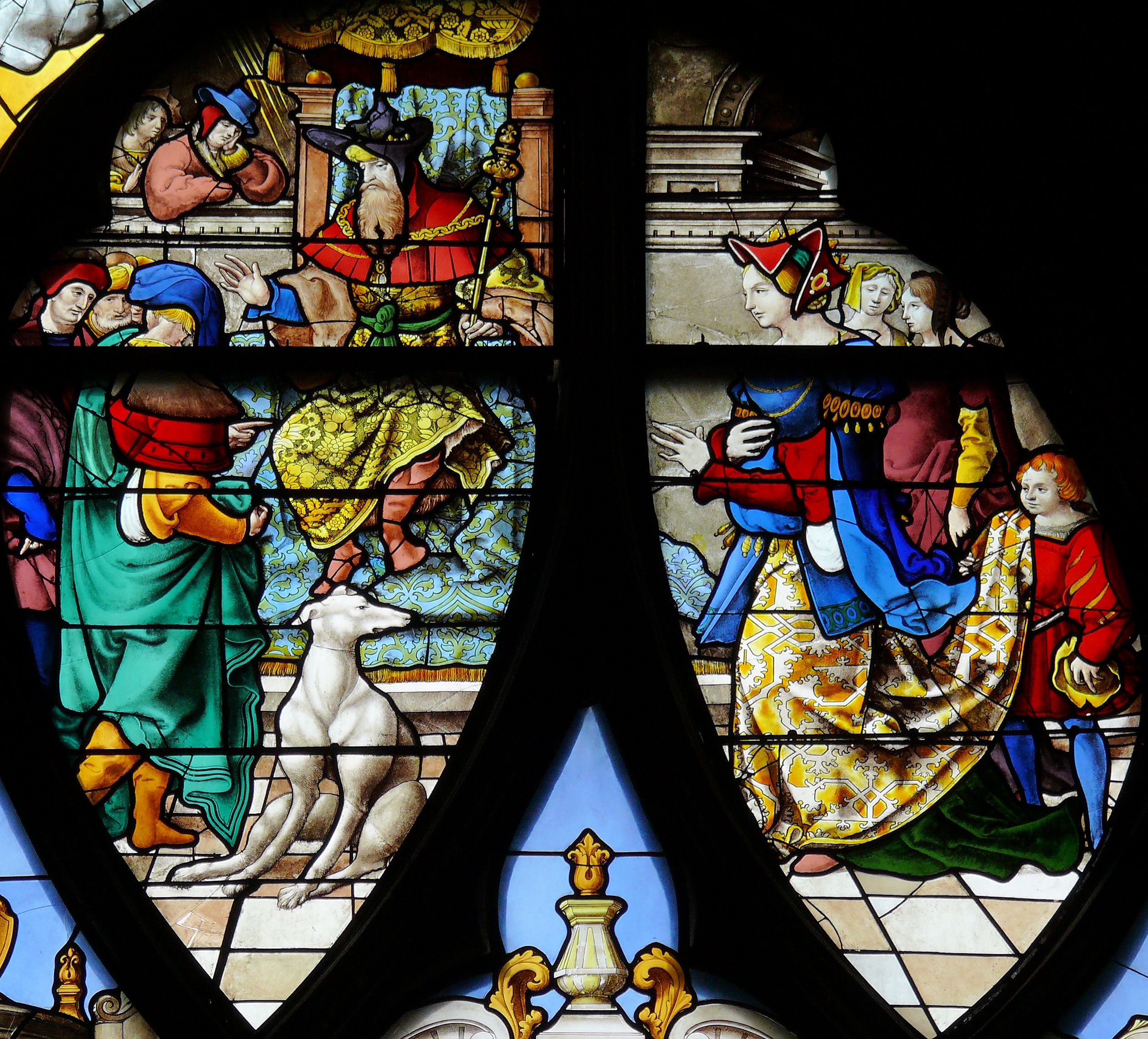
Salomon reçoit la reine de Saba.

Les deux ajours de droite du tympan racontent la rencontre de Salomon avec la reine de Saba (1er Livre des Rois, 10, 1-10). La reine de Saba ayant appris la renommée de Salomon vint à Jérusalem avec une suite fort nombreuse. La reine de Saba questionna le roi qui lui répondit.
La reine de Saba vit toute la sagesse de Salomon. Elle dit au roi : Heureux tes gens, heureux tes serviteurs qui sont continuellement devant toi, qui entendent ta sagesse ! Béni soit l'Éternel, ton Dieu, qui t'a accordé la faveur de te placer sur le trône d'Israël ! C'est parce que l'Éternel aime à toujours Israël, qu'il t'a établi roi pour que tu fasses droit et justice.

## Composition
André Chastel voit dans les vitraux de la Renaissance française la réponse des Français à la fresque italienne. Les scènes principales occupent toute la largeur de la verrière. Les maîtres verriers français en font des œuvres majeures. La verrière devient un tableau appliquant les principes de la composition de la Renaissance avec, à l'intérieur d'un grand décor pictural unique l'application des principes de la perspective que montrent les lignes de fuite du carrelage, une succession de plans architecturaux et végétaux pour créer de la profondeur, en rupture avec les principes de la composition gothique des vitraux.
Les dessins des personnages, leurs mouvements, traduisent l'influence des maîtres italiens comme Raphaël.

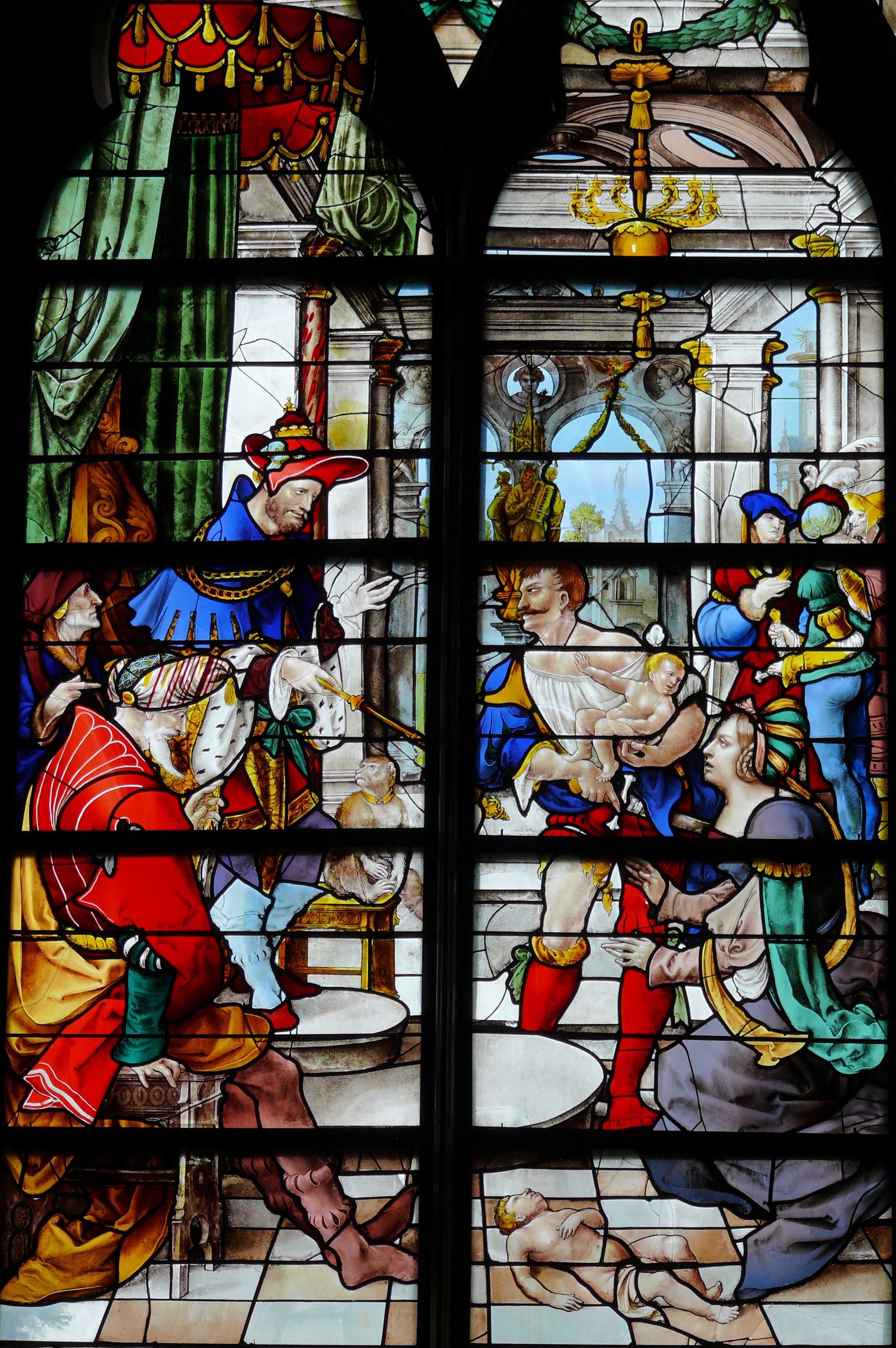
Le roi Salomon rendant son jugement, la femme agenouillée et le soldat tenant l'enfant.
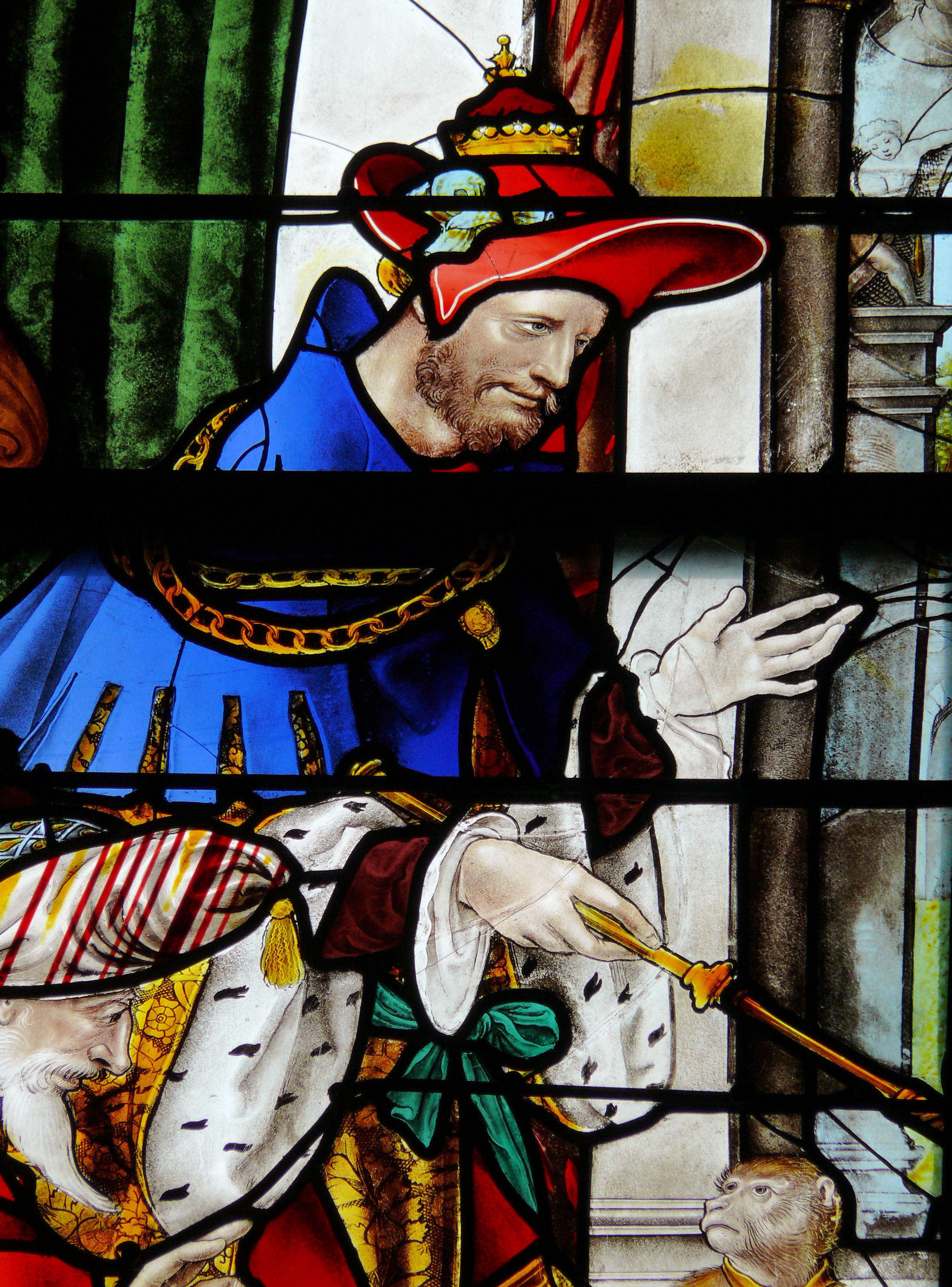
Le roi Salomon rendant son jugement.
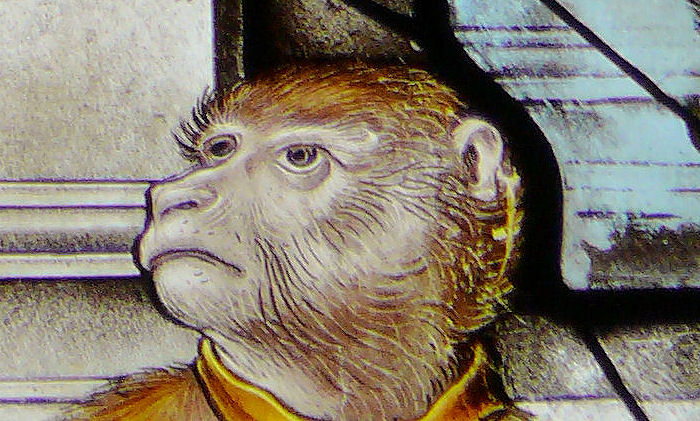
Le singe regardant Salomon rendant son jugement.
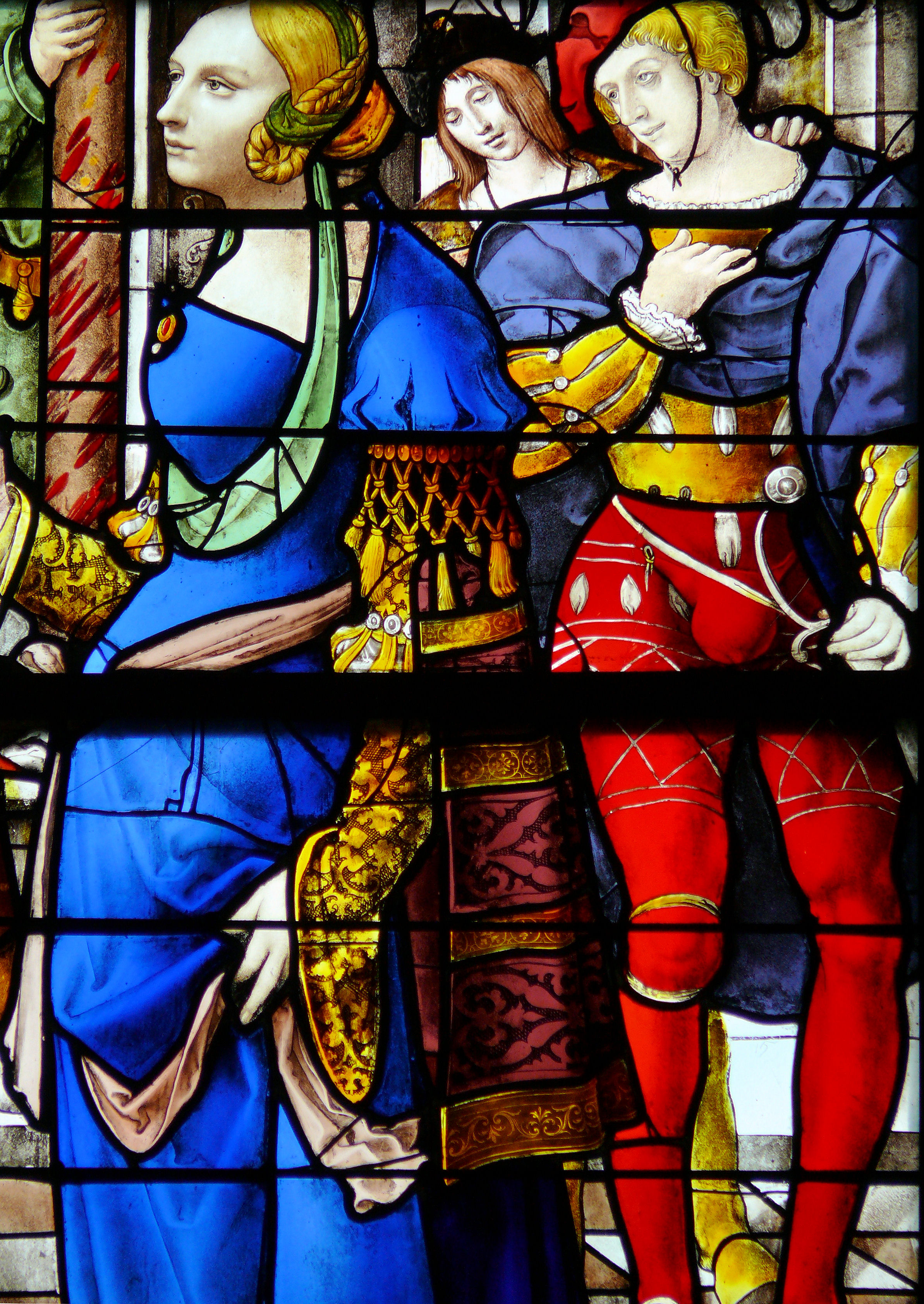
Une femme et des jeunes gens.
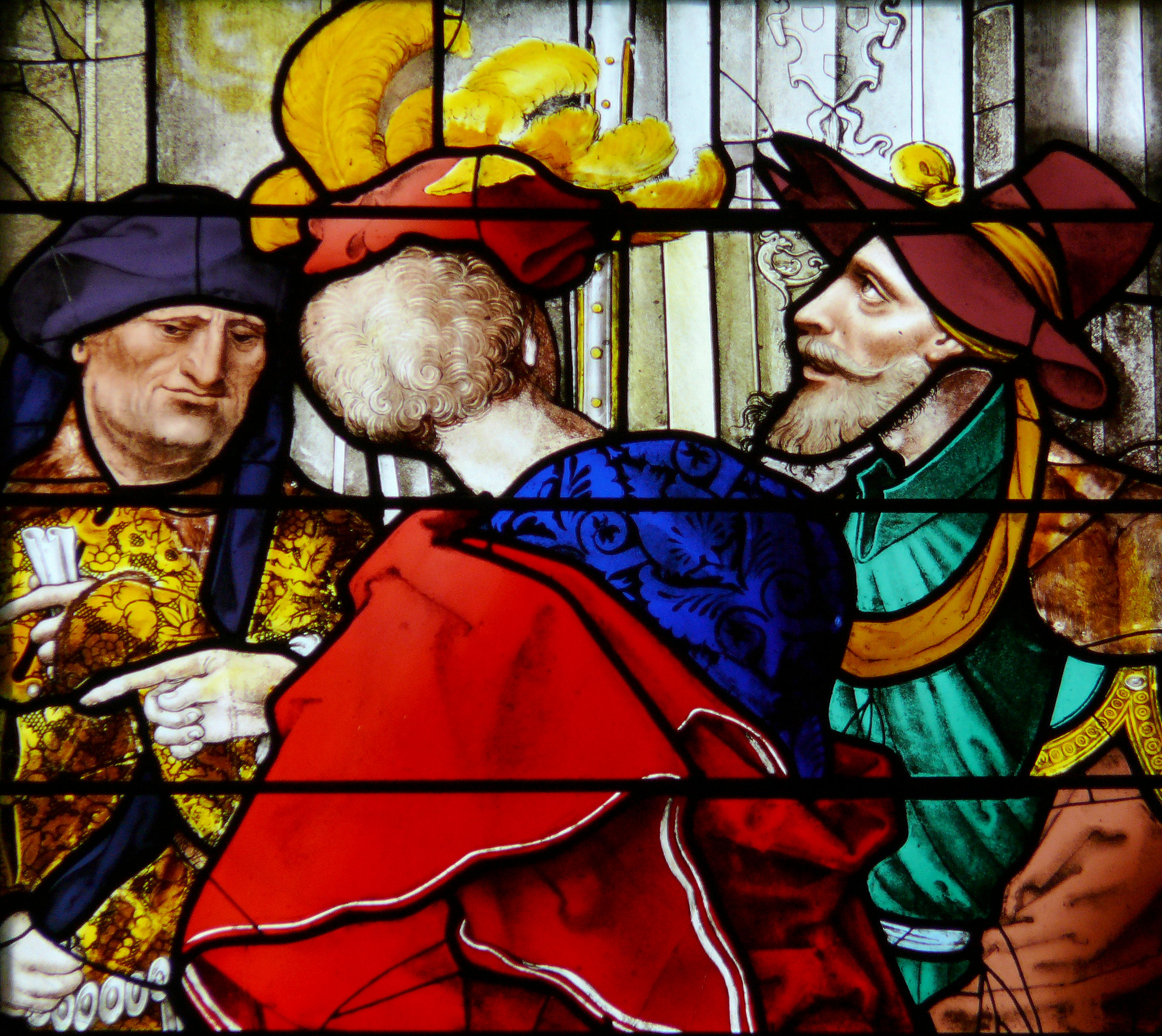
Personnages.

C'est ce que décrit Le Tasse dans une lettre de 1572 au comte de Ferrare :
Dans les églises de France... la peinture et la sculpture sont mauvaises et sans proportions justes. Mais on ne doit sans doute pas ranger dans ses peintures les fenêtres de verre coloré et figuré ; elles sont extrêmement nombreuses et dignes d'admiration autant que d'éloge, en raison de leur charme, de la vivacité des couleurs, du dessin et de l'art des figures. C'est un domaine où les Français peuvent blâmer les Italiens. L'art du verre est chez nous apprécié pour l'apparat et les délices des buveurs et chez eux employé au décor de la maison de Dieu et au culte religieux.
La particularité de la composition de la scène principale de la verrière vient du choix de Jean Chastellain de ne pas placer Salomon au centre de celle-ci. Dans la peinture de la scène, il donne aux personnages des attitudes nobles et souples et des gestes discrets. Ils portent des costumes de brocards damasquinés, de somptueux bijoux, des chapeaux extravagants.

## Inspiration
N. Beets a identifié en 1907 la source principale ayant inspiré le vitrail de la Sagesse de Salomon avec un dessin se trouvant aujourd'hui au British Museum qu'il a attribué à Dirk Vellert, puis finalement rendu à Jan de Beer par Friedländer et Popham. La partie gauche du jugement de Salomon reprend presque exactement le dessin.
D'autres emprunts peuvent être notés, ainsi l'enfant mort qui reprend celui du Massacre des Innocents gravé par Marc-Antoine Raimondi, d'après Raphaël. Des éléments du Songe de Salomon semblent tirés d'une série de la Vie de Marie gravée par Dürer.
Pour d'autres personnages, comme la femme debout, Jean Chastellain a repris des dessins qu'il avait utilisés pour la réalisation de vitraux de la collégiale Saint-Martin de Montmorency.

## Conservation
Le vitrail est dans un très bon état de conservation. La plus grande partie du vitrail est celui d'origine, à l'exception du socle architectural.
Les archives ayant brûlé en 1870, il ne reste aucune trace manuscrite concernant les éventuels restaurations faites sur ce vitrail avant la Révolution. On sait qu'un maître verrier du nom de Dutot (ou Dutoit) est intervenu sur le vitrail en 1641 car il a laissé son nom au bord de l'ajour gauche, entre deux pièces de sa main.

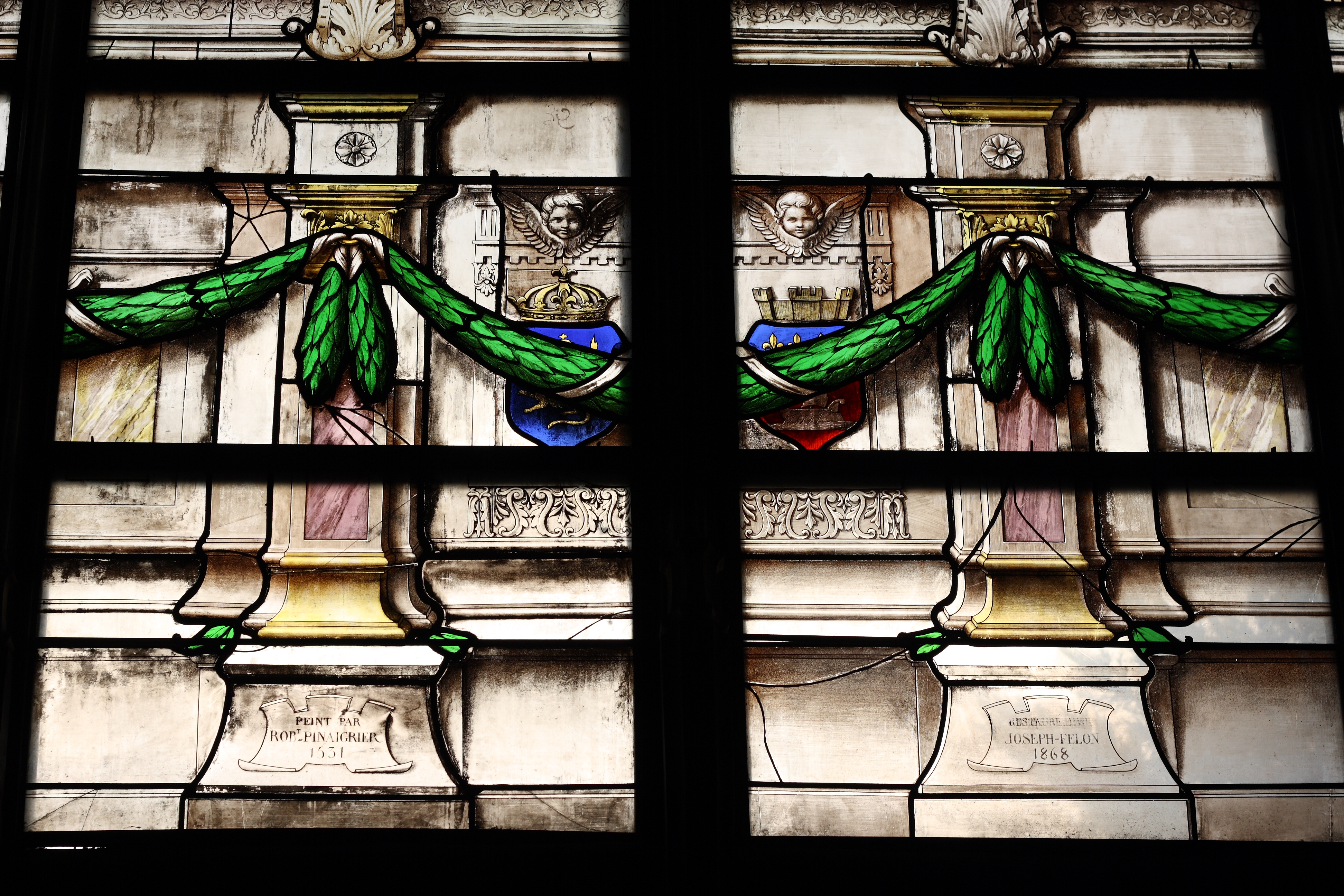
Soubassement refait en 1868.

En 1868, le maître verrier Joseph Félon a restauré la verrière et a refait le soubassement, avec un socle à colonnes et guirlande de lauriers. C'est lui qui a ajouté le nom de Robert Pinaigrier comme prétendu auteur du vitrail. Il est aussi intervenu, mais de manière limitée, sur les panneaux anciens. Joseph Félon a retiré du vitrail une tête d'homme barbu qui a été déposée au musée des arts décoratifs de Paris.
La verrière a été déposée pendant la Première guerre mondiale. Cela l'a sauvé de la destruction quand un obus a atteint l'église en 1918. La verrière est reposée après 1919 par Albert Gsell, fils de Gaspard Gsell.
La verrière est déposée en 1939 pour être remise en place en 1947.
En vue de sa restauration, la verrière a été déposée en mars 1993. Cela a permis de l'examiner, de recenser toutes les pièces de verre authentiques et originelles, d'enlever les plombs de casse, de procéder à des analyses en laboratoire et des tests de nettoyage.